# Gold Coast Classic 1997
Gold Coast Classic 1997 — жіночий тенісний турнір, що проходив на відкритих кортах з твердим покриттям Hope Island Resort Tennis Centre на Hope Island, Queensland (Австралія). Належав до турнірів 3-ї категорії в рамках Туру WTA 1997. Відбувсь уперше і тривав з 30 грудня 1996 до 5 січня 1997 року. Третя сіяна Олена Лиховцева здобула титул в одиночному розряді.

## Фінальна частина

### Одиночний розряд
Олена Лиховцева —  Ай Суґіяма 3–6, 7–6, 6–3
- Для Лиховцевої це був єдиний титул за сезон і 2-й - за кар'єру.

### Парний розряд
Наоко Кадзімута /  Міягі Нана —  Руксандра Драгомір /  Сільвія Фаріна 7–6, 6–1
- Для Кідзімути це був 1-й титул за рік і 3-й — за кар'єру. Для Міяґі це був 1-й титул за рік і 5-й — за кар'єру.